# Hans von Aachen
Pour les articles homonymes, voir Aachen.
Hans von Aachen (Cologne, 1552 – Prague, 4 mars 1615) est un peintre maniériste allemand.

## Biographie
Né dans une famille originaire de la ville d'Aix-la-Chapelle (Aachen), d'où son nom, il devient très tôt élève du peintre flamand E. Jerrigh.
À partir de 1574, il poursuit ses études en Italie, à Florence, où il peint divers portraits, à Rome puis à Venise auprès du Tintoret pour assimiler son savoir-faire, à la source de son maniérisme. 
Il retourne en Allemagne vers 1588, où il se taille une bonne réputation de portraitiste auprès des marchands de Cologne, de la maison ducale de Munich et de la famille du banquier Fugger à Augsbourg.
En 1592, il fait à Prague le portrait de l'empereur Rodolphe II et devient peintre de la cour impériale tout en menant une carrière diplomatique. En 1594, il est anobli. En 1596, il épouse la fille d'un grand musicien flamand, Roland de Lassus et à partir de 1601, il s'installe définitivement à Prague ou il meurt en 1615.
Il s'est spécialisé dans la peinture historique, c'est-à-dire les représentations religieuses, mythologiques et allégoriques,.
Ainsi le Triomphe de la vérité, est typique de sa peinture maniériste, à la fois par sa perfection technique et par sa composition. De plus, Aachen a plusieurs fois abordé les thèmes mythologiques et allégorique en représentant des nus féminins comme dans Bacchus, Cérès et Cupidon au Kunsthistorisches Museum de Vienne. Les nus en poses élégantes, modelés comme avec désinvolture, dégagent un fort caractère érotique, caractéristique du goût de l'empereur Rodolphe.
Son style est une combinaison de maniérisme florentin, de chaudes couleurs vénitiennes et de naturalisme flamand.
| |  |  |
| Dessin préparatoire à la gravure d'Egidius Sadeler avec l'effigie de l'empereur Rodolphe II par Hans von Aachen, Bibliothèque nationale de Pologne et l'empreinte par Sadeler de 1603, Metropolitan Museum of Art. |  |  |

## Œuvres
- Portrait de Gaspar Rem, v. 1574, Kunsthistorisches Museum de Vienne ;
- Portrait du peintre Lodewijk Toeput, v. 1586, Kunsthistorisches Museum de Vienne ;
- Déposition de la Croix, 1587, Bratislava, musée national ;
- Jugement de Pâris, 1588, Douai, musée de la Chartreuse ;
- Portrait de Octave 2e Fugger, 1590, Babenhausen, Château Fugger ;
- Madone avec son enfant, 1590, Château de Werenwag ;
- Adoration des pasteurs, 1591, Munich, Alte Pinakothek ;
- Portrait de Hans Fugger, 1592, Babenhausen, Château Fugger ;
- Portrait d'une jeune fille, 1593, Munich, Alte Pinakothek ;
- Portrait d'un tailleur, 1594, Augsbourg, collection de la ville ;
- Portrait du peintre avec sa femme, v. 1596, Kunsthistorisches Museum de Vienne ;
- Portrait du peintre avec sa femme au miroir, v. 1596, Kunsthistorisches Museum de Vienne ;
- Triomphe de la Vérité, 1598, Munich, Alte Pinakothek ;
- L’empereur Rudolf II, v. 1600, Kunsthistorisches Museum de Vienne ;
- Allégorie de la Paix, 1602, Saint-Pétersbourg, Musée de l'Ermitage ;
- Visitation, 1605, Staatsgalerie, Schloß Schleißheim ;
- Jeune Homme avec une grappe de raisin, v. 1606, Kunsthistorisches Museum de Vienne ;
- L'Empereur Rodolphe II, 1606-1608, toile, 60 × 48 cm, Kunsthistorisches Museum de Vienne[6].

Non datés ou dates à rechercher
- Allégorie de la guerre turque, Musée des beaux-arts de Budapest ;
- Autoportrait, Cologne, Wallraf-Richartz-Museum ;
- Palladin mène la Peinture aux Muses, Palais Ericsberg (en), Suède, collection privée ;
- Diane et la Nymphe, Palais Ericsberg (en), Suède, collection privée ;
- Portrait de Bartholomäus Spranger ; Palazzo Corsini, Rome ;
- Portrait de Jacopo Bilivert, Palais Pitti, Florence ;
- François Ier de Médicis, Palais Pitti, Florence ;
- Autoportrait, Florence, Musée des Offices, Florence ;
- Portrait de Maison de Schwarzenberg, Gyor, musée ;
- Deux jeunes gens riants, Château de Kroměříž ;
- Visitation, Litomerice, Séminaire ;
- Naissance de Pallade, National Gallery (Londres)
- Portrait du duc Wilhelm V, Bayer. Nat. Museum ;
- Portrait de la duchesse Renée von Lothringen, Bayer. Nat. Museum ;
- Vénus, Amour et Bacchus, Nuremberg, musée ;
- Portrait de Rudolf II, Nuremberg, musée ;
- Portrait de Joseph Heintz, Prague, musée national ;
- Allégorie, Stuttgart, Staatsgalerie ;
- Bacchus, Cerere et Amour, Kunsthistorisches Museum de Vienne ;
- Bacchus,Vénus et Amour, Kunsthistorisches Museum de Vienne ;
- Betsabée au bain, Kunsthistorisches Museum de Vienne.

## Galerie

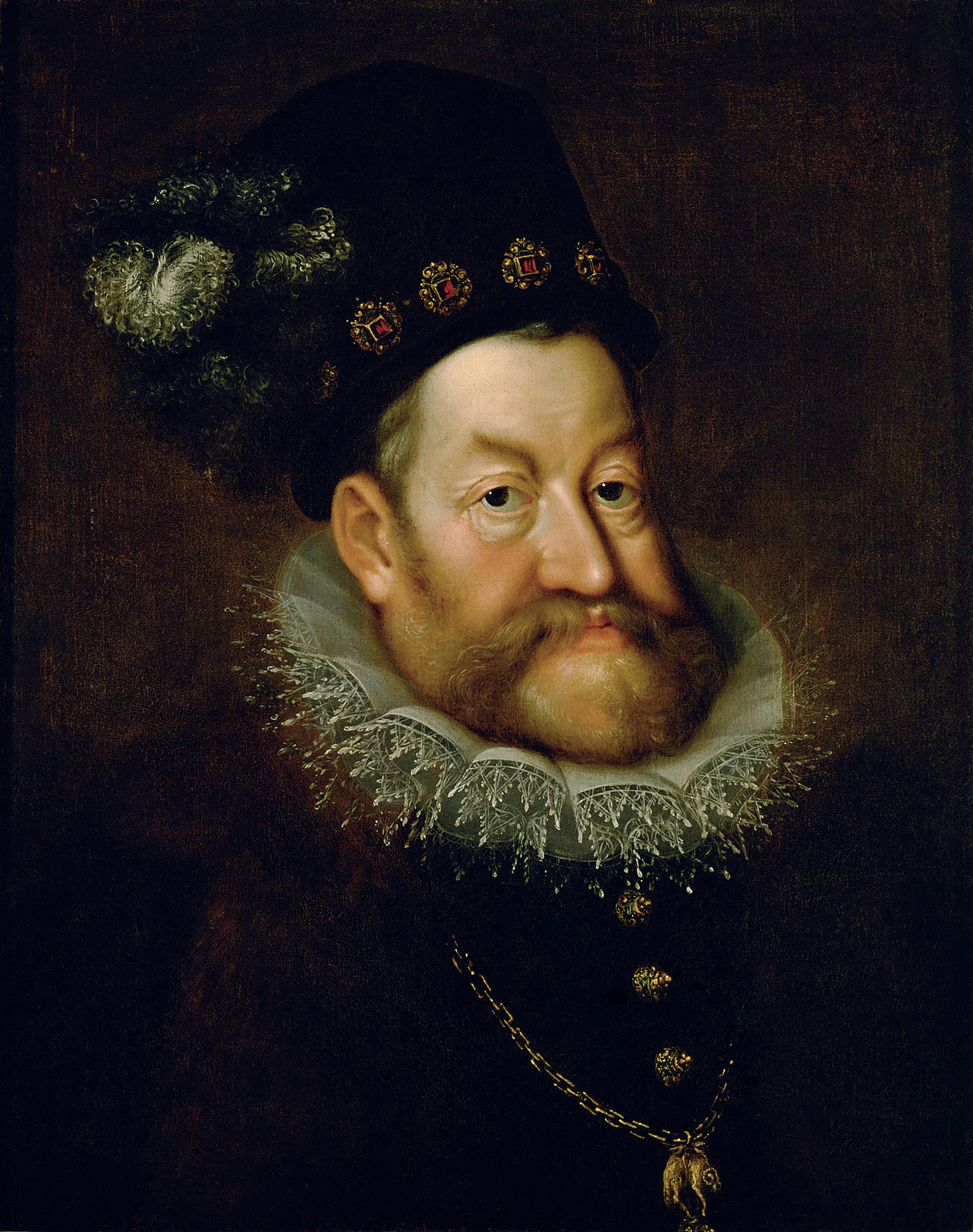
Rodolphe II de Habsbourg 1606-1608, Vienne
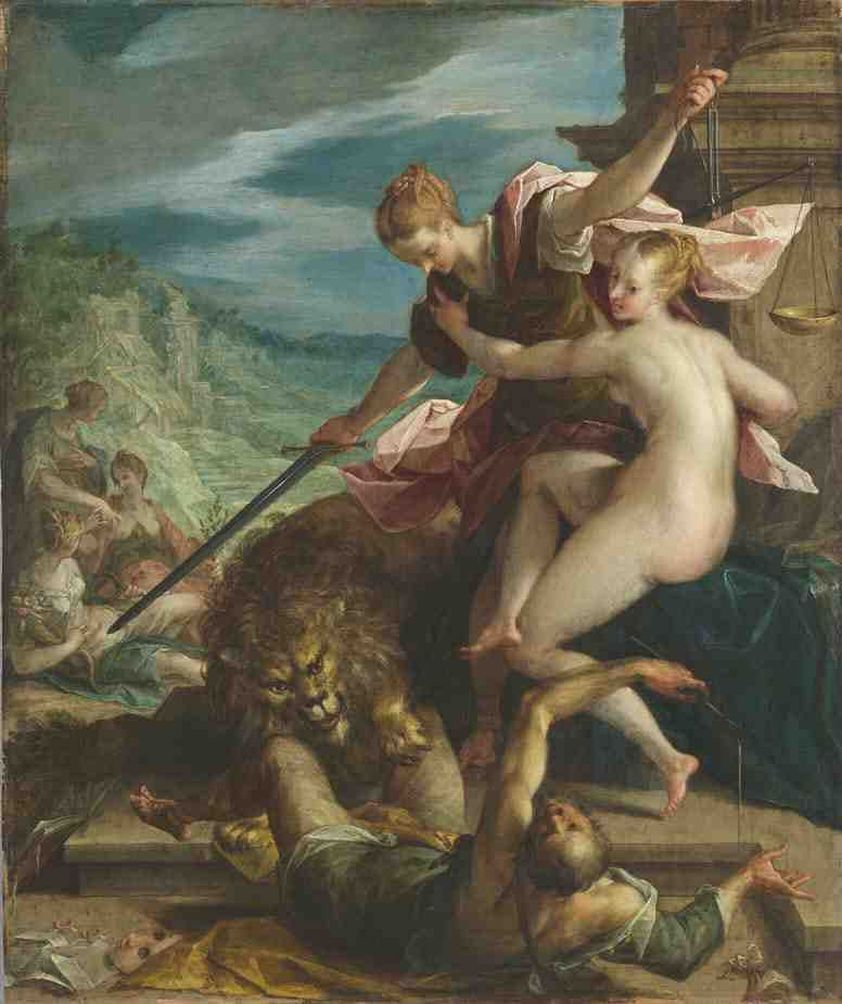
Le Triomphe de la vérité (1598) Alte Pinakothek, Munich
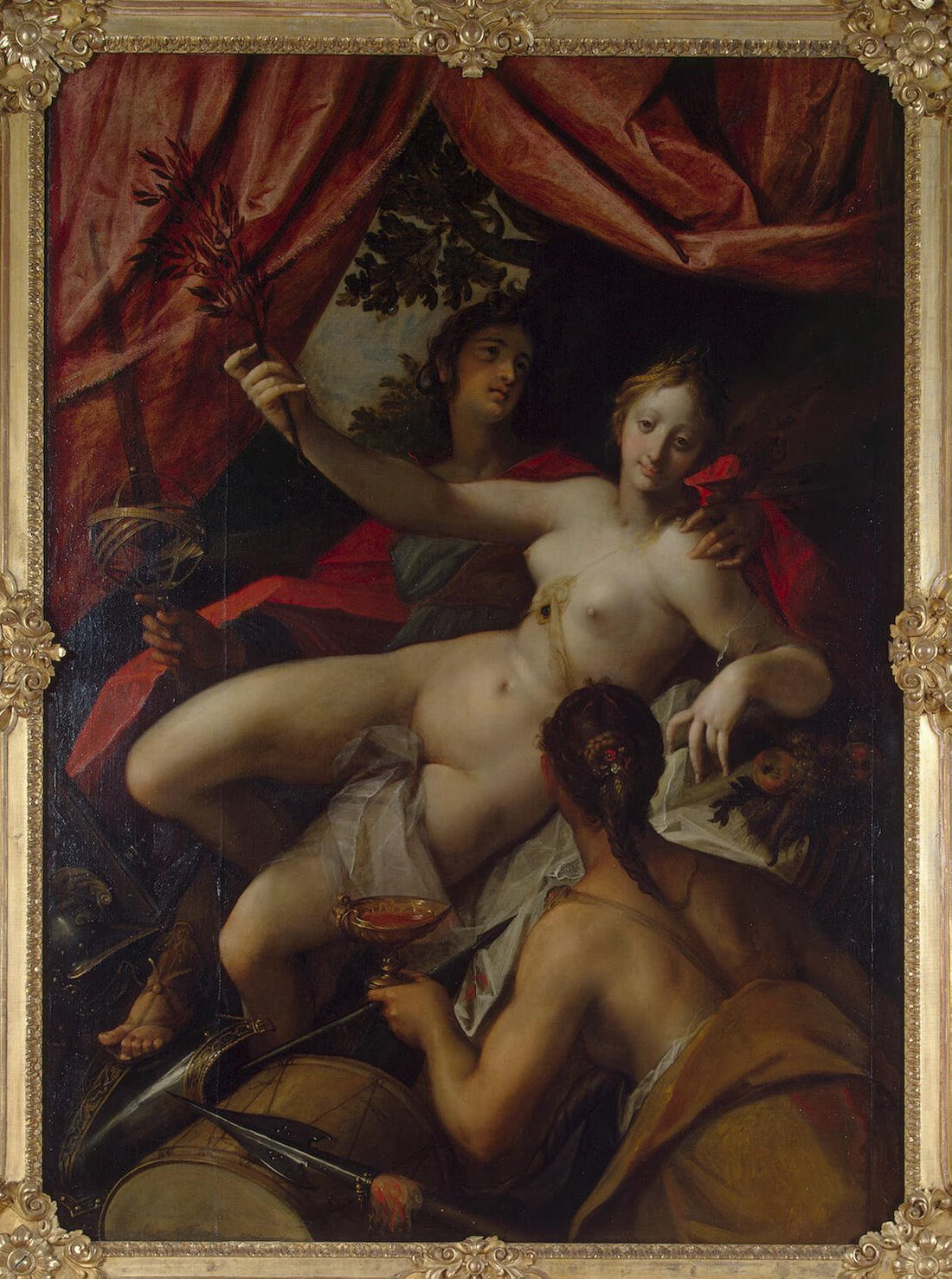
Allégorie de la Paix (1602) Ermitage
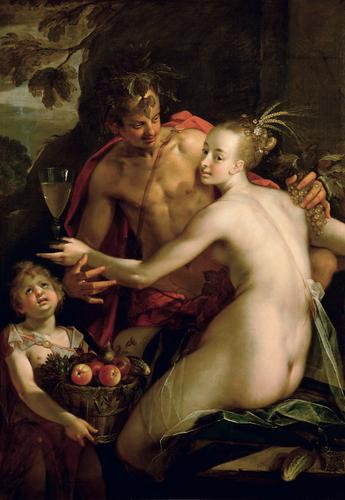
Bacchus, Ceres et Cupidon